# حزب الوفاق (تونس)
حزب الوفاق، هو حزب سياسي تونسي يترأسه مصطفى صاحب الطابع. تحصل الحزب على التأشيرة في 5 مارس 2011 وفي شهر أفريل أعلن عن اندماجه مع الحزب الجمهوري بقيادة عبد العزيز بلخوجة في إطار حزب الوفاق الجمهوري  إلا أنه انفصل عنه في سبتمبر بعد رفضه الانضواء تحت تحالف القطب الديمقراطي الحداثي. شارك الحزب في انتخابات المجلس التأسيسي في 11 دائرة لكنه لم يتحصل على أي مقعد. من نشاط الحزب تنظيمه في 18 ديسمبر 2012 ندوة بعنوان «أي نظام سياسيّ لتونس؟ التجربة البرتغالية نموذجا» ثم في جانفي ندوة ثانية في 23 جانفي 2013 حول إمكانية التشغيل في أفريقيا.

## برنامج الحزب
قدم الحزب مشروعه المجتمعي في 14 نقطة وهي:
- 1) القطع مع الرشوة والفساد المالي وإعادة إرساء العدالة
- 2) الضغط على مصاريف الدولة: من أجل دولة نموذجية قادرة على التحكم في النفقات
- 3) الحرية والكرامة في صميم المشروع الحضاري التونسي
- 4) الأمن: من أجل إرساء دولة تكون خير ضامن للأمن الوطني وتسخيرالأجهزة الأمنية لخدمة مصالح المواطنين
- 5) التشغيل والاقتصاد: من أجل إرساء دولة في خدمة المؤسسات وتحرير الطاقات القادرة على خلق مواطن الشغل
- 6) التنمية الجهوية : تعزيز اللامركزية وضمان التكافؤ في مجال عمليات الدعم والاستثمارات الحكومية
- 7) الدستور: الأسس المتينة لدولة منيعة ومتجذرة
- 8) الفلاحة: الأهداف: تحقيق الاكتفاء الذاتي الغذائي وتثمين المحاصيل الفلاحية والنهوض بالمنتوجات الموجهة للتصدير
- 9)التعليم: ميثاق تربوي جديد من أجل تعليم يتميز بالجودة
- 10) منظومة صحية قريبة من المواطن ومواكبة للعصر وذات فاعلية
- 11) الشباب، الثروة الحقيقية الوحيدة في البلاد
- 12) الثقافة والترفيه: من أجل تحقيق ثورة ثقافية وتعزيز وتثمين التراث
- 13) ملاءمة الدبلوماسية التونسية مع عظمة الثورة
- 14) برنامج يتميز بالطموح والموثوقية والاستشراف العملي

1. ↑  "ميلاد "الوفاق الجمهوري" بعد اندماج بين "الحزب الجمهوري" وحزب "الوفاق""، موقع المصدر في 28 أفريل 2011 نسخة محفوظة 14 مارس 2020 على موقع واي باك مشين.
2. ↑  "في ندوة نظمها «حزب الوفاق» : أي نظام سياسي لتونس ؟"، جريدة الشروق في 19 ديسمبر 2012 نسخة محفوظة 05 مارس 2016 على موقع واي باك مشين. [وصلة مكسورة]
3. ↑  أهداف حزب الوفاق من موقع "أحزاب تونس" [وصلة مكسورة] نسخة محفوظة 10 مارس 2016 على موقع واي باك مشين.

## وصلات خارجية
- الرسمية لحزب الوفاق على الفايسبوك حزب الوفاق  على فيسبوك.